# Simulium tanae
Simulium tanae es una especie de insecto del género Simulium, familia Simuliidae, orden Diptera.
Fue descrita científicamente por Xue, 1992.